# Estavana Polman
Estavana Polman (Arnhem, 5 de agosto de 1992) é uma handebolista neerlandesa. Integrou a seleção holandesa feminina que terminou na quarta posição no handebol dos Jogos Olímpicos de Verão de 2016, realizados no Rio de Janeiro, Brasil. Atua como armadora central e joga pelo clube Esbjerg desde 2013. Foi medalha de prata no Campeonato Mundial de Handebol Feminino de 2015, na Dinamarca. Desde 2016, namora o futebolista Rafael van der Vaart.